# とんまつりJAPAN
「とんまつりJAPAN」（とんまつりジャパン）は、みうらじゅんとロックバンドの人間椅子によるコラボレーション・ユニット「みうらじゅん with 人間椅子」が、2000年に発表したビデオシングル作品である。

## 概要
- 親交の深いみうらじゅんと人間椅子によるコラボで、みうらの著書『とんまつりJAPAN』の発売にあわせて製作された。
- みうら曰く「とんまつり」とは、「プリティで何だかトンマな感じ」「思わず“どーかしてるよ、コレ！”とツッ込みたくなるような祭りの名称」だという[1]。
- LIVE映像は、1999年12月21日に放送されたスペースシャワーTVの番組「マタハリ」に出演した時のものである。
- 『とんまつりジャパン』の音源および『君は千手観音』の原曲は、みうらのアルバム『青春ノイローゼ -1974〜1999-』（2000年12月25日発売）にも収録された。

## 収録曲
1. とんまつりジャパン（プロモーションビデオ）
  - （作詞：みうらじゅん、作曲：人間椅子、編曲：人間椅子）
  - みうらが一年かけて撮影した日本各地の「とんまつり」の映像がPVとなっている。
2. 君は千手観音（LIVE）
  - （作詞：みうらじゅん、作曲：鈴木研一 & 和嶋慎治、編曲：人間椅子）
  - 原曲は、ロックユニットの「大日本仏像連合」（通称：大仏連）として発表された楽曲であり、筋肉少女帯の大槻ケンヂがメインボーカルとして参加していた。これは、みうら・人間椅子・大槻というそれぞれに親交が深い三者によるコラボが実現したものであった。この時の音源は、大槻のソロプロジェクトであるUNDERGROUND SEARCHLIEとしてのアルバム『スケキヨ』に収録されている。
  - また、テレビでは「みうらじゅん&人間椅子」（大槻不在）や「大槻ケンヂ＋人間椅子01」（みうら不在、筋肉少女帯の内田雄一郎が参加）としてのバージョンで演奏されることもあった。そのため、人間椅子を中心としながらも流動的なメンバーによって演奏される楽曲のようである。
3. とんまつりJAPAN（LIVE）

## 演奏
- みうらじゅん：ボーカル、ギター（音は出ていない）、ハーモニカ
- 和嶋慎治：ギター、ハーモニカ、コーラス
- 鈴木研一：ベース、コーラス
- 後藤マスヒロ：ドラムス、コーラス